# Drugi kryzys w Cieśninie Tajwańskiej
Drugi kryzys w Cieśninie Tajwańskiej (1958) – stan zagrożenia konfliktem zbrojnym między Chińską Republiką Ludową a Republiką Chińską na Tajwanie i Stanami Zjednoczonymi w 1958 roku, spowodowany chińskim ostrzałem wysp Kinmen i Mazu.

## Tło historyczne
W 1955 roku doszło do pierwszego kryzysu w Cieśninie Tajwańskiej, gdy Chińska Armia Ludowo-Wyzwoleńcza dokonała udanej inwazji na znajdującą się pod kontrolą Kuomintangu wyspę Yijiangshan. Stany Zjednoczone, zapewniające w traktatach sojuszniczych suwerenność rządu Czang Kaj-szeka na Tajwanie, wykorzystały wówczas swoją flotę jedynie do ewakuowania całego archipelagu Dachen, wskutek czego przeszedł bez walki pod kontrolę ChRL. Wydarzenia te wzmocniły konfrontacyjne nastroje na kontynencie i spowodowały przeświadczenie o słabości USA.

## Konflikt
23 sierpnia 1958 roku nadbrzeżne baterie ChAL-W niespodziewanie otworzyły intensywny ogień na wyspy Kinmen i Mazu. Do końca miesiąca w wyniku ostrzału zginęło prawie 1000 osób. W odpowiedzi rząd Stanów Zjednoczonych natychmiast skierował do Cieśniny Tajwańskiej ciężką flotę; USA znalazły się na granicy konfliktu zbrojnego z Chinami. Do konfrontacji obu stron jednak nie doszło, a Chińczycy ograniczyli ostrzał do dni parzystych i udzielili rządowi amerykańskiemu łącznie ponad 400 „poważnych ostrzeżeń”. Niespodziewanie największy sojusznik Chin, ZSRR, zadeklarował, że solidarność z ChRL dotyczy jedynie obrony jej terytorium, ale nie inwazji na Tajwan, co później stało się jedną z przyczyn rozłamu chińsko-radzieckiego.
Konfrontacja zbrojna ograniczyła się do walk myśliwców chińskich MiG-15 z tajwańskimi F-86, w których górą byli Tajwańczycy, uzyskując stosunek zestrzeleń do strat 8:1. Dążący do zachowania status quo Amerykanie ogłosili jednak w stosunku do Tajpej podobną deklarację jak Moskwa wobec Pekinu, zobowiązując się bronić niezależności rządu na Tajwanie, lecz nie pozwalając na inwazję kontynentu.
Nie jest dzisiaj jasne, czy Pekin w 1958 roku poważnie rozważał inwazję na Tajwan. Posiadane wówczas przez Chiny amfibie pozwalały na przetransportowanie przez Cieśninę Tajwańską w pierwszym rzucie tylko 30 tysięcy żołnierzy, a wszystkie będące w dyspozycji statki 300 tysięcy, co było niewystarczającą liczbą do podboju wyspy. Z drugiej strony poddanie Kinmen i Mazu podważałoby dalszy sens istnienia władz Republiki Chińskiej na Tajwanie. W obliczu patowej sytuacji armia chińska 5 października zaprzestała ostrzału.

## Skutki
Kryzys tajwański wykazał nierealność chińskiej inwazji na Tajwan. Jednocześnie unaocznił on, że USA i ZSRR będą dążyły do zachowania dotychczasowego status quo i sprzeciwiały się chińsko-tajwańskiej konfrontacji. W tej sytuacji również głoszony przez Czang Kaj-szeka „powrót na kontynent” w celu „wyzwolenia Chin” okazał się jedynie mrzonką.